# 横浜市立鴨居中学校
横浜市立鴨居中学校（よこはましりつ かもいちゅうがっこう）は、神奈川県横浜市緑区鴨居にある公立中学校。近隣の生徒数増加のため、中山中学校から分離独立した。

## 概要
- 開校日 1978年4月

## 行事
- 山百合祭 (文化祭)

2014年度に廃止され現在は合唱大会のみ。
- 体育祭

5月に開催される。

## 主な進学高校
2005年度からの学区撤廃以前は『横浜北部学区』に属していた。
旧学区内の県立高校は：
- 神奈川県立市ヶ尾高等学校
- 神奈川県立荏田高等学校
- 神奈川県立川和高等学校
- 神奈川県立霧が丘高等学校
- 神奈川県立新栄高等学校
- 神奈川県立田奈高等学校
- 神奈川県立白山高等学校
- 神奈川県立元石川高等学校

## 著名な卒業生
- ichi-low（ドラマー。Yum!Yum!ORANGE Drums担当）
- 竹内彬（サッカー選手）
- 田中明（女優、元子役）
- 三星マナミ（プロスキーヤー、ソチオリンピック日本代表）
- 横山正人（横浜市議会議員・青葉区選出）